# Momona
Momona（桃菜）は、日本の女優、シンガー、タレント。

## 略歴
2015年9月、藤田俊太郎×兵庫芸術文化センター×プロジェクトnyx共同制作寺山修二生誕80周年記念美女音楽劇「人魚姫」に出演。
2015年、オフ・ブロードウェイミュージカル「bare」オーディションにて500名以上の中よりローリー役に抜擢。
2016年7月、ソニー・ミュージックエンタテインメントKIDSTONETV、歌のお姉さん・お兄さんオーディションにてグランプリを獲得。
2017年4月26日、「ももなお姉さん」名義にてコンピレーションアルバムCD「天才おばかクラシックその1」にメインで全曲に歌唱参加。同年より野外イベント飯能グリーンカーニバルに2年連続出演。イオンショッピングモールイベントなど数々参加。

## 出演

### 舞台
2016年
- MONSTER（5月2日 - 5月3日、浅草六区ゆめまち劇場）
- オフブロードウェイ・ミュージカル 「bare」（再演）（6月30日 - 7月10日、シアターサンモール） - ローリー 役
- 笛井事務所第7回公演 怪談（9月16日 - 9月20日、武蔵野芸能劇場）
- かもめ或いは寺山修司の少女論2016（10月21日 - 10月30日、東京 芝居砦・満天星）
- モンブラン　～黄昏のROUTE69～（11月29日 - 12月4日、浅草六区ゆめまち劇場）

2017年
- 踊る小説２『peeeep』（1月7日 - 1月8日、東京芸術劇場 シアターイースト）
- としまアート夏まつり2017 子どもに見せたい舞台vol.11 おどる童話『まほうのゆび』（8月5日 - 16日、あうるすぽっと）

2018年
- ミュージカル「監獄学園」PRISON SCHOOL（1月31日 - 2月4日、中野ザ･ポケット）

2024年
- Colorpointe主催公演 バレエミュージカル「Giselle in Haunted book store」（11月13日 - 17日、シアターグリーン BIG TREE THEATER）[1]

### ライブ・イベント
- チーミーウキウキッズライブ　クリスマススペシャル（2016年12月25日 、大手町ホール）-ももなお姉さん
- IN✩HOPE（2017年1月22日 、北参道ストロボカフェ）
- KIDSTONETV ももなお姉さんキッズライブ（2017年2月5日 、ベルサール新宿セントラルパーク）-ももなお姉さん
- 夜の底を染める（2017年3月10日 、北参道ストロボカフェ）
- DJみそしるとごはんさんのミニライブ（2017年4月28日 、メットライフドーム　ドーム前広場ステージ）
- 宮本笑理と一緒にうたおう！デビュー１０周年記念レコーディング体験 for KIDS（2017年4月29日）-歌唱イントラクター役、盛り上げ役
- 風薫る。（2017年5月17日 、晴れたら空に豆まいて）
- かたちのないものが好き（2017年6月10日 、GRAPES KITASAND）
- BIRTHDAY ONE MAN LIVE SHOW! Peach Peachちゃぷちゃぷランランラン（2017年7月8日 、四谷天窓.comfort）
- 「天才おばかクラシック その1」発売記念 ミニライブ＆サイン会（2017年7月15日 、たまプラーザテラス）

### ラジオドラマ
- FMシアター（NHK-FM）
  - 『あなたに似た街』（2017年4月1日）[2] - 女子学生A 役
- 青春アドベンチャー （NHK-FM）
  - 『白銀騎士団 -高貴なる亡霊-』（2025年2月24日 - 3月7日）[3] - マーガレット、サクラ 役

### 企業動画
YOUTUBE
- KIDSTONETV song for kids
- ヤマハ音楽振興会 ぷっぷるマーチッチ（座りver.） - ぷっぷる（声）

### 映画
- スリーシスターズ - 由美 役

### CD
- コンピレーションアルバムCD「天才おばかクラシックその1」(DVD付)（ヴァリアス）